# Tournoi de clôture du championnat du Salvador de football 2001
Navigation
Saison précédente Saison suivante
Le Tournoi Clausura 2001 est le sixième tournoi saisonnier disputé au Salvador.
C'est cependant la 53e fois que le titre de champion du Salvador est remis en jeu.
Lors de ce tournoi, le CD Águila a conservé son titre de champion du Salvador face aux neuf meilleurs clubs salvadoriens.
Chacun des dix clubs participant était confronté deux fois aux neuf autres équipes. Puis les quatre meilleurs se sont affrontés lors d'une phase finale à la fin du tournoi.

## Les 10 clubs participants
| \| CD Águila CD Dragon Alianza FC CD Atlético Marte CD Atlético Balboa CD Águila CD Dragon Club Deportivo FAS CD Municipal Limeño CD Luis Ángel Firpo Alianza FC CD Atlético Marte CD San Luis AD El Transito \| Localisation des clubs. |
| CD Águila CD Dragon Alianza FC CD Atlético Marte CD Atlético Balboa CD Águila CD Dragon Club Deportivo FAS CD Municipal Limeño CD Luis Ángel Firpo Alianza FC CD Atlético Marte CD San Luis AD El Transito                               |

| Club                | Stade                        | Capacité          | Ville              |
| CD Águila           | Stade Juan Francisco Barraza | 10 000            | San Miguel         |
| Alianza FC          | Stade Cuscatlán              | 45 925            | San Salvador       |
| CD Atlético Balboa  | Stade Marcelino Imbers       | 4 000             | La Unión           |
| CD Dragon           | Stade Juan Francisco Barraza | 10 000            | San Miguel         |
| Club Deportivo FAS  | Stade Oscar Quiteño          | 15 000            | Santa Ana          |
| CD Municipal Limeño | Stade Jose Ramon Flores      | 5 000             | Santa Rosa de Lima |
| CD Luis Ángel Firpo | Stade Sergio Torres          | 5 000             | Usulután           |
| CD Atlético Marte   | Stade Cuscatlán              | 45 925            | San Salvador       |
| CD San Luis (en)    | Stade de San Luis Talpa      | Capacité inconnue | San Luis Talpa     |
| AD El Transito      | Stade Hanz Usko              | 3 000             | La Libertad        |

## Compétition
Le tournoi Clausura se déroule de la même façon que le tournoi saisonnier précédent, en deux phases :
- La phase de qualification : les dix-huit journées de championnat.
- La phase finale : les matchs aller-retour allant des demi-finales à la finale.

### Phase de qualification
Lors de la phase de qualification les dix équipes affrontent à deux reprises les neuf autres équipes selon un calendrier tiré aléatoirement.
Les quatre meilleures équipes sont qualifiées pour les demi-finales alors que le dernier est relégué en Segunda División.
Le classement est établi sur le barème de points classique (victoire à 3 points, match nul à 1, défaite à 0).
Le départage final se fait selon les critères suivants :
- Le nombre de points.
- La différence de buts générale.
- Le nombre de buts marqué.

#### Classement
| Rang | Équipe               | Pts | J  | G | N | P | Bp | Bc | Diff |
| ---- | -------------------- | --- | -- | - | - | - | -- | -- | ---- |
| 1    | Club Deportivo FAS   | 32  | 18 | 9 | 5 | 4 | 31 | 14 | +17  |
| 2    | CD Águila (T)        | 32  | 18 | 9 | 5 | 4 | 28 | 23 | +5   |
| 3    | CD Municipal Limeño  | 30  | 18 | 9 | 3 | 6 | 31 | 22 | +9   |
| 4    | CD Luis Ángel Firpo  | 25  | 18 | 6 | 7 | 5 | 21 | 15 | +6   |
| 5    | CD Atlético Balboa   | 24  | 18 | 6 | 6 | 6 | 28 | 27 | +1   |
| 6    | CD Atlético Marte    | 23  | 18 | 6 | 5 | 7 | 29 | 33 | -4   |
| 7    | Alianza FC           | 23  | 18 | 6 | 5 | 7 | 26 | 32 | -6   |
| 8    | CD Dragon            | 19  | 18 | 4 | 7 | 7 | 17 | 28 | -11  |
| 9    | AD El Transito       | 15  | 18 | 4 | 6 | 8 | 23 | 27 | -4   |
| 10   | CD San Luis (en) (P) | 17  | 18 | 4 | 5 | 9 | 13 | 26 | -13  |

| Légende : Qualifications et relégations | Légende : Qualifications et relégations                         |
| --------------------------------------- | --------------------------------------------------------------- |
|                                         | Qualifié pour les demi-finales                                  |
|                                         | Relégué en Segunda División                                     |
|                                         | (T) : Tenant du titre (P) : Promu lors du Tournoi Apertura 2000 |

#### Matchs
| Résultats (▼dom., ►ext.)                                   | Tra | Agu | Ali | Bal | Dra | FAS | Lui | Mar | Lim | San |
| AD El Transito                                             |     | 1-2 | 1-1 | 3-1 | 2-3 | 0-0 | 0-0 | 2-0 | 4-1 | 0-1 |
| CD Águila                                                  | 1-2 |     | 2-1 | 1-3 | 1-1 | 1-0 | 0-0 | 2-0 | 1-1 | 2-0 |
| Alianza FC                                                 | 5-1 | 3-4 |     | 3-3 | 1-0 | 1-5 | 1-4 | 2-1 | 1-0 | 1-0 |
| CD Atlético Balboa                                         | 2-0 | 4-0 | 1-1 |     | 2-2 | 0-2 | 1-1 | 1-1 | 2-0 | 1-1 |
| CD Dragon                                                  | 1-0 | 2-3 | 2-1 | 0-3 |     | 0-0 | 1-1 | 2-5 | 0-0 | 0-0 |
| Club Deportivo FAS                                         | 2-1 | 2-2 | 4-0 | 5-1 | 3-0 |     | 2-1 | 1-1 | 0-1 | 2-0 |
| CD Luis Ángel Firpo                                        | 0-0 | 0-0 | 2-3 | 3-1 | 0-1 | 1-1 |     | 2-1 | 1-2 | 1-0 |
| CD Atlético Marte                                          | 1-1 | 0-3 | 1-1 | 1-0 | 2-1 | 1-2 | 1-0 |     | 3-7 | 4-2 |
| CD Municipal Limeño                                        | 2-1 | 2-3 | 1-0 | 3-0 | 4-1 | 1-0 | 0-1 | 3-3 |     | 3-0 |
| CD San Luis (en)                                           | 4-4 | 1-0 | 0-0 | 0-2 | 0-0 | 2-0 | 0-3 | 1-3 | 1-0 |     |
| - Victoire à domicile - Match nul - Victoire à l'extérieur |     |     |     |     |     |     |     |     |     |     |

### La phase finale
Les quatre équipes qualifiées sont réparties dans le tableau final d'après leur classement général.
Pour les demi-finales, en cas d'égalité sur la somme des deux matchs, c'est l'équipe la mieux classée qui est déclarée vainqueur. Par contre lors de la finale, un match d'appui puis des prolongations et une séance de tirs au but ont éventuellement lieu.

#### Tableau
|  | 1/2 finale          | 1/2 finale          | 1/2 finale | 1/2 finale | 1/2 finale | 1/2 finale         |                    |     | Finale | Finale | Finale | Finale | Finale |  |
|  |                     |                     |            |            |            |                    |                    |     |        |        |        |        |        |  |
|  |                     |                     |            |            |            |                    |                    |     |        |        |        |        |        |  |
|  |                     |                     |            |            |            |                    |                    |     |        |        |        |        |        |  |
|  | Club Deportivo FAS  | Club Deportivo FAS  | (1)        | 3          | 2          |                    |                    |     |        |        |        |        |        |  |
|  | Club Deportivo FAS  | Club Deportivo FAS  | (1)        | 3          | 2          |                    |                    |     |        |        |        |        |        |  |
|  | CD Municipal Limeño | CD Municipal Limeño | (3)        | 2          | 1          |                    |                    |     |        |        |        |        |        |  |
|  | CD Municipal Limeño | CD Municipal Limeño | (3)        | 2          | 1          | Club Deportivo FAS | Club Deportivo FAS | (1) | 1      | 1      |        |        |        |  |
|  |                     |                     |            |            |            |                    | Club Deportivo FAS | (1) | 1      | 1      |        |        |        |  |
|  |                     | CD Águila           | CD Águila  | (2)        | 1          | 2                  |                    |     |        |        |        |        |        |  |
|  | CD Águila           | CD Águila           | CD Águila  | (2)        | 1          | 2                  | (2)                | 1   | 2      |        |        |        |        |  |
|  | CD Águila           | CD Águila           |            |            |            |                    | (2)                | 1   | 2      |        |        |        |        |  |
|  | CD Luis Ángel Firpo | CD Luis Ángel Firpo | (4)        | 1          | 1          |                    |                    |     |        |        |        |        |        |  |
|  | CD Luis Ángel Firpo | CD Luis Ángel Firpo | (4)        | 1          | 1          |                    |                    |     |        |        |        |        |        |  |

#### Demi-finales
| Club               | Aller | Retour | Club                | Commentaire |
| Club Deportivo FAS | 3-2   | 2-1    | CD Municipal Limeño |             |
| CD Águila          | 1-1   | 2-1    | CD Luis Ángel Firpo |             |

#### Finale
| 24 juin 2001 | Club Deportivo FAS | 1:1 | CD Águila      | Stade Nacional de la Flor Blanca |  |
|              | Buteur inconnu     |     | Buteur inconnu |                                  |  |

| 30 juin 2001 | CD Águila        | 2:1 | Club Deportivo FAS | Stade Nacional de la Flor Blanca |  |
|              | Buteurs inconnus |     | Buteur inconnu     |                                  |  |

## Bilan du tournoi
| Tableau d'Honneur     |           |
| Compétition           | Vainqueur |
| Tournoi Clausura 2001 | CD Águila |

| Promotions et relégations   |                   |
| Relégué en Segunda División | CD San Luis (en)  |
| Promu de Segunda División   | AD Isidro-Metapan |